# San Severino Lucano
San Severino Lucano est une commune italienne d'environ 1 700 habitants située dans la province de Potenza, dans la région Basilicate, en Italie méridionale.

## Fêtes et traditions
- 1er dimanche après Pâques : fête de San Francesco da Paola a Cropani
- 1er dimanche de juin : montée à la montagne de la Madonna del Pollino
- 1er vendredi et samedi de juillet : fête de la Madonna del Pollino au sanctuaire
- 2e samedi et dimanche de juillet : fête de San Vincenzo
- 3e dimanche de juillet : fête de la Madonna del Carmine
- 2e dimanche de septembre : descente de la montagne de la Madonna del Pollino

## Gastronomie
- I rascadietti : orecchiette faits maison.
- Lagane e fasul : tagliatelles et haricots.
- Pasta ca muddrica : pâtes faites maison avec mie de pain aux épices.
- Rucculi : pâtes faites maison, à l'aide d'un fer a tricoter u firriett'
- et des spécialités du lieu, telles que le mazzacorde (boyau d'agneau avec viande ail, persil, piment rouge), ou encore, le suffritto (foie, poumons, rognons et autres abats à la sauce tomate).

## Fêtes, foires
- 2e dimanche d'octobre : Foire del Rosario.

## Administration
| Période                                  | Période | Identité | Étiquette | Qualité |
| ---------------------------------------- | ------- | -------- | --------- | ------- |
|                                          |         |          |           |         |
| Les données manquantes sont à compléter. |         |          |           |         |

### Hameaux
Cropani, Pomarreti, Taverna magnano, Ballarano, Mancine, Villaneto, Mezzana.

### Communes limitrophes
Chiaromonte, Episcopia, Fardella, Francavilla in Sinni, Terranova di Pollino, Viggianello.